# Callisthene fasciculata
Callisthene fasciculata är en tvåhjärtbladig växtart som beskrevs av Carl Friedrich Philipp von Martius. Callisthene fasciculata ingår i släktet Callisthene och familjen Vochysiaceae. Inga underarter finns listade i Catalogue of Life.